# Колоринес
Колоринес (исп. Colorines)  —   город в Мексике, входит в штат Мехико. Население 5495 человек.

## История
Город основан в 1938 году .